# Oberhessischer Gebirgsverein
Der Oberhessische Gebirgsverein (OHGV) (vollständiger Name Oberhessischer Gebirgsverein (OHGV) – Hauptverein – Marburg/Lahn) ist ein Verbund von Wanderfreunden im nördlichen Mittelhessen mit Sitz in Marburg. Er ist eingetragen in das Vereinsregister des Amtsgerichts Marburg (VR 590).

## Zusammensetzung

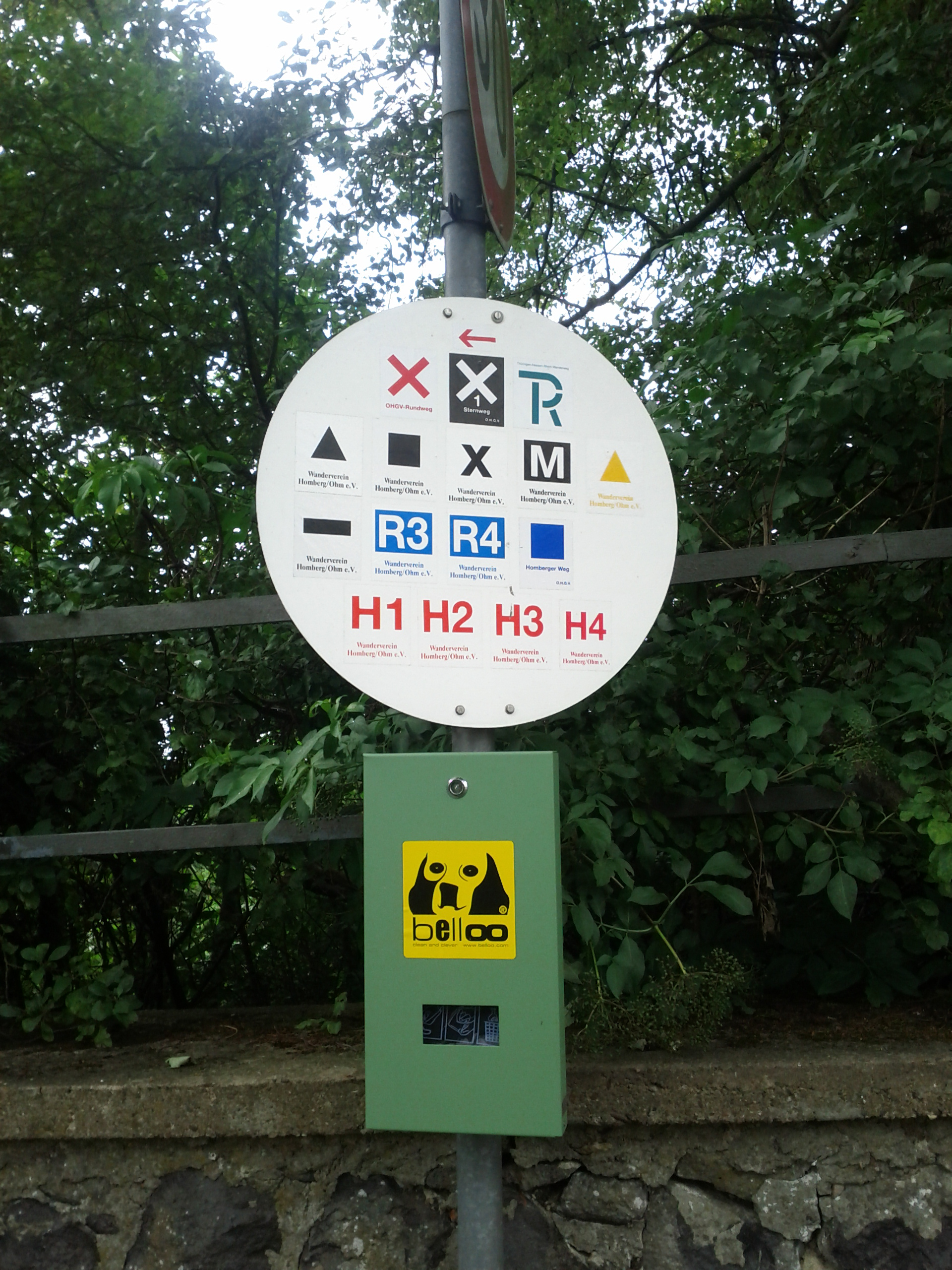
Wegweiser: Wanderwege des Oberhessischer Gebirgsvereins in Homberg

Der Verein ist am 8. März 1894 in Marburg als Oberhessischer Touristenverein  gegründet worden und setzt sich heute aus 13 Zweigvereinen zusammen: Alsfeld, Bad Endbach, Biedenkopf, Dreihausen, Erdhausen, Gladenbach, Homberg, Holzhausen, Londorf, Marburg, Nordeck, Rauischholzhausen und Steinperf. Ursprünglich ein reiner Männerverein, steht die Mitgliedschaft seit dem Zweiten Weltkrieg auch Frauen offen. 2016 waren rund 1600 Menschen Mitglied im OHGV.

## Ziel
Der Verein hat die Betreuung von markierten Wanderwegen zum Ziel, das Wegenetz hat eine Länge von rund 2100 Kilometern. Außerdem bietet er öffentliche Wanderungen an. Der Verein ist als Naturschutzverband nach § 59 des Bundesnaturschutzgesetzes anerkannt, woraus sich der Natur- und Umweltschutz als Ziel ableitet.